# Enhedsløn
Enhedsløn er samme løn til en afgrænset gruppe i en organisation, eller samme løn til alle ansatte i en organisation. Enhedsløn er en solidarisk lønform i modsætning til individuel løn (mange private virksomheder) og Ny løn på offentlige arbejdspladser. 
Simpel Enhedsløn sammenlignet med "Ny løn" (basislønsystem):
| Lønelement           | Ny løn | Enhedsløn |
| -------------------- | ------ | --------- |
| Basisløn             | X      | X         |
| Lokale tillæg        | X      |           |
| Kvalifikationstillæg | X      |           |
| Funktionstillæg      | X      |           |
| Engangsvederlag      | X      |           |
| Forhåndsaftaler      | X      |           |
| Resultatløn          | X      |           |

## Eksempel: medarbejdergruppe i organisation
Kan være enhver medarbejdergruppe, der kan afgrænses organisatorisk.

### Fagligt valgte i PROSA
Eksempel på enhedsløn-beskrivelse for fagligt valgte i Prosa (udeladt er konkrete beløb og særlige formandsforhold).
Beskrivelse af løn og ansættelses-forhold for fagligt valgte i PROSA
[...] Forbundssekretærer aflønnes med enhedsløn.
Pr. [xxx] dato udgør lønnen [xxx] kr. om måneden, plus et pensionsbidrag på 10 %. [...] Lønnen reguleres årligt 1. januar med lønstatistikkens stigning for privatansatte fraregnet den del af stigningen, der er anciennitetsstigning.

Særlige regler vedr. udligningstillæg
Hvis en valgt lønnet får et indtægtstab i forhold til sin normale løn, ydes et "nedslusningstillæg" på 75 % af tabet det første år, 50 % af tabet det andet år og 25 % af tabet det tredje år, hvorefter tillægget bortfalder. Tillægget er pensionsgivende. Øverste grænse for nedslusningstillægget er 50 % af grundlønnen [...]

Biindtægter
Lønnen for en faglig valgt er at regne som en samlet bruttoløn. Der kan derfor ikke oppebæres andre indtægter ved siden af, medmindre disse er godkendt af FU. En godkendelse af en biindtægt forudsætter, at indtægten ikke oppebæres på baggrund af arbejdet i PROSA. Såfremt dette er tilfældet, modregnes indtægten fuldt ud i bruttolønnen.

Arbejdstidsregler for forbundssekretærer
Forbundssekretærer har principielt ikke nogen øvre grænse for deres arbejdstid, men udgangspunktet er en gennemsnitlig ugentlig arbejdstid på 37 timer pr. uge. Arbejdstiden er inkl. en halv times frokost pr. dag."

## Eksempel: Ansatte i en organisation
Organisationer kan vælge enhedsløn for alle ansatte.

### Enhedslisten
Enhedslisten har enhedsløn for ansatte (og via partiskatteregler også for medlemmer af Folketinget).
"Aflønning: Værdien af arbejdet for Enhedslisten følger ikke markedskræfterne som »ude i samfundet«. Alles arbejde er nødvendigt. Derfor har vi ligeløn. Alle ansatte aflønnes efter gennemsnittet i Metal Københavns overenskomster og reguleres hver den 1. april."

### Calverts Design & Print co-op
Enhedsløn har relationer til kooperativ-bevægelsen, og harmonerer godt med kooperativ-bevægelsens værdier. 
"At Calverts Design & Print co-op, Sion Whellens says “the notion of a ‘market rate’ for different skills and job functions is a myth based on social and workplace hierarchy”. Calverts’ equal hourly pay system has been in place without challenge since 1977.
All workers (whether members or non members) are hourly paid, and the hourly rate is the same for all job functions. The rationale for this is that all job roles are equally necessary to the good performance of the business, and should therefore be equally remunerated – Calverts have never found that their pay system makes it difficult to recruit or retain workers. Staff turnover is less than half the industry average, so they have retained a high and increasing level of skills over the years. All workers are simultaneously members, directors and employees of the co-op. The co-op has never made compulsory redundancies on account of recessions or trading downturns. They have occasionally shared the pain of deferred wages and wage cuts, in order to maintain employment levels in the co-op."